# Liste der Vizedome, Oberamtmänner und Statthalter der Mainzer Besitzungen auf dem Eichsfeld

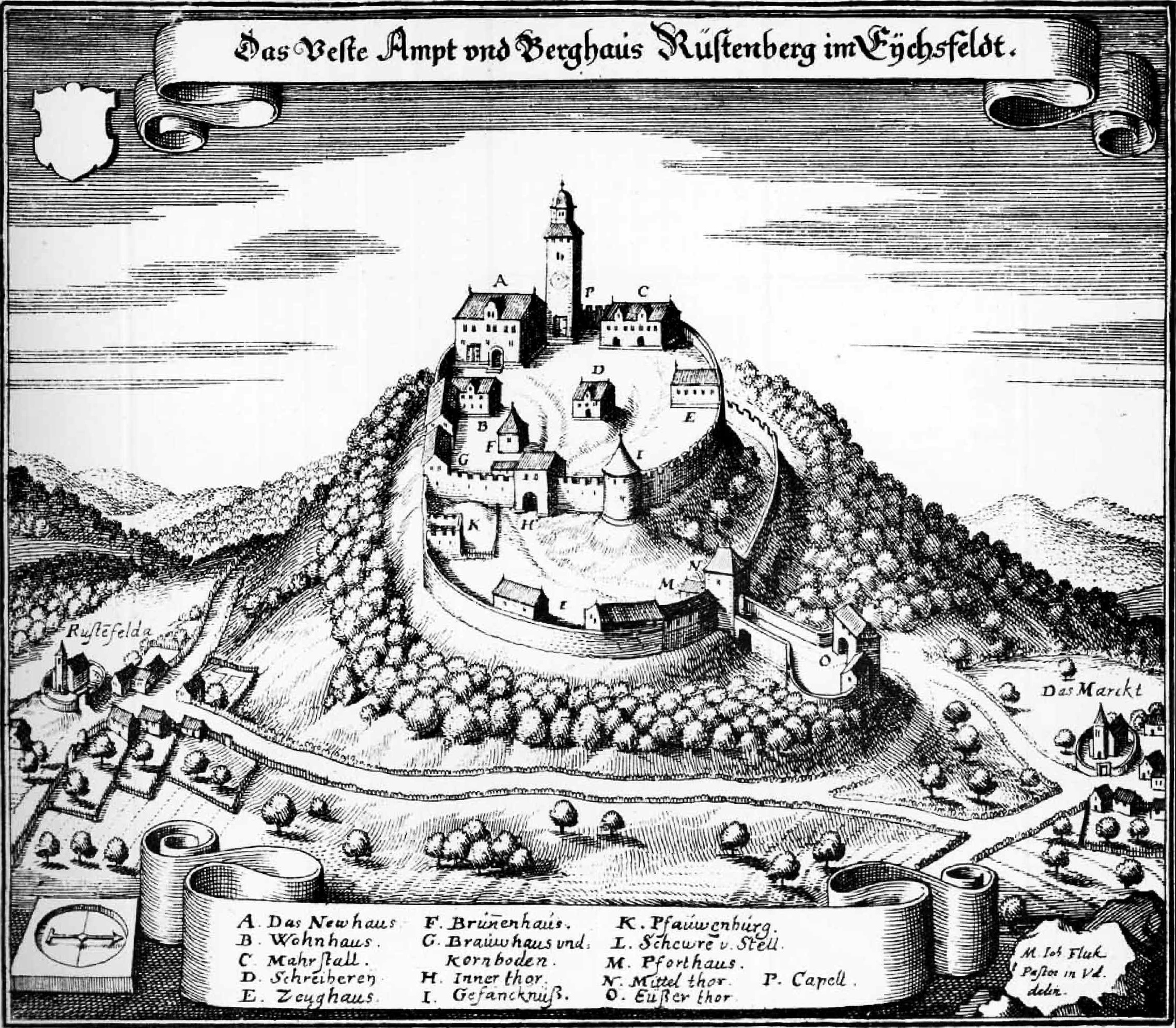
Die Burg Rusteberg als erster Sitz der Vizedome und Amtmänner im Eichsfeld

Diese Liste enthält die Vizedome, Oberamtmänner und Statthalter der Mainzer Besitzungen auf dem Eichsfeld.

## Hintergrund
Seit dem 8.–10. Jahrhundert hatte das Bistum Mainz Besitzungen auf dem Eichsfeld erworben. Im Rahmen der Territorialisierung entstand ein geschlossenes Mainzer Herrschaftsgebiet aus dem der Eichsfelder Staat wurde.
An der Spitze des Gebietes stand ein Vizedom, der seinen Sitz auf dem Rusteberg hatte. Die Vizedome waren Ministeriale und hatten die Funktion eines Statthalters des Erzbischofs in Mainz. Für die militärische Sicherung war ein Burggraf auf dem Rusteberg zuständig. Über das Verhältnis der beiden Funktionen zueinander ist sich die Literatur nicht einig. Eine Unterordnung des Burggrafen unter den Vizedom liegt von den Funktionen her nahe. Die Burggrafen stammten jedoch aus gräflichen und edelfreien Häusern und waren daher von ihrem gesellschaftlichen Status her höherrangig. Ab Mitte des 12. Jahrhunderts tritt der Vizedom in Urkunden deutlich häufiger hervor als der Burggraf, ab dem Beginn des 13. Jahrhunderts gilt der Vorrang des Vizedom als gesichert.
Aus dem Jahr 1252, bestätigt im Jahr 1282, wurde vom Mainzer Erzstift nach Differenzen mit Heidenreich von Hanstein, in einem Reglement die Aufgaben, Kompetenzen und Einkünfte des Vizedoms festgeschrieben. Kern der Kompetenzen war die Wahrnehmung der Hohen Gerichtsbarkeit auf dem Eichsfeld und den hessischen Besitzungen von Mainz. Daneben verfügte er über die Aufsicht über die erzbischöflichen Güter. Die militärischen Aufgaben blieben beim Burggrafen.
Seit 1162 wurden die Vizedome aus der Familie Hanstein gestellt. Die Funktion war faktisch erblich geworden. 1241 bestätigte Mainz die Funktion als erbliches Lehen.
1296 wurde der Vizedom seiner politischen und administrativen Aufgaben entbunden. Friedrich von Rosdorf und Dietrich von Hardenberg wurden als Officiati also Amtmänner eingesetzt und dem Vizdom die Hohe Gerichtsbarkeit entzogen. Das Amt des Vizedoms bestand weiter, war aber zur Sinekure geworden. 1323 verkaufte Heinrich von Hanstein die Rechte aus dem Amt als Vizedom gegen eine Rente an Matthias von Buchegg.
Die Aufgabe dieses Officiatus umfasste sowohl die Aufgaben des bisherigen Vizedoms als auch die des Burggrafen. In den folgenden Jahrhunderten wurden unterschiedliche Bezeichnungen für das Amt benutzt. So wurde Officiatus oder Amtmann genauso verwendet wie Vogt, Landvogt, advocatus generalis, Oberster Amtmann und manchmal auch noch Vizedom. Seit der Mitte des 14. Jahrhunderts wurde die Vorrangstellung des Rusteberger Amtmanns gegenüber den anderen Beamten im Eichsfeld durch die Begriffe Landvogt oder Oberster Amtmann betont. Unter Erzbischof Adolf I. von Nassau wurde Ende des 14. Jahrhunderts die Aufgabe klar beschrieben. Er war die Aufsichtsinstanz für die lokalen Amtmänner und Beamten, die jedoch in ihren Ämtern die Gerichtsfunktion selbstständig ausübten.
Seit Mitte des 14. Jahrhunderts erweiterte sich auch räumlich das Herrschaftsgebiet des Obersten Amtmanns auf dem Rusteberg. 1354 wurde der Landvogtei auf dem Rusteberg die Verantwortung für die hessischen, thüringischen und der eichsfelder Besitzungen Mainz übertragen. Hintergrund war, dass Landvogt Johann von Nassau-Merenberg Bruder des Erzbischofs Gerlach von Nassau war. 1385 erfolgte eine Aufteilung. Nun war der Rusteberg für Eichsfeld, Thüringen und Sachsen zuständig.
1540 wurde das Oberlandgericht (Eichsfeld) gebildet. Der Landvogt (seitdem bis 1732 durchgehend als Oberamtmann bezeichnet) war nun für das Eichsfeld zuständig, musste aber die Hohe Gerichtsbarkeit an das Oberlandgericht abgeben. Gleichzeitig wurde der Sitz vom Rusteberg nach Heiligenstadt verlegt.
Seit 1732 stand ein Mainzer Statthalter an der Spitze des Eichsfelder Staates. Der Statthalter wurde von Kurfürsten ernannt, den Landständen präsentiert und von diesen angenommen. Er stand an der Spitze der Regierung, die als Mittelinstanz zwischen den Ämtern und den Mainzer Zentralbehörden diente. 1777 bis 1794 wurde auch die kurfürstliche Kammer aus der Regierung unter einem eigenen Präsidenten ausgegliedert, 1800 wurde auch die Hofkriegsratsdeputation aus der Regierung ausgegliedert.

## Liste
Hinweis: Da aus dieser Zeit keine systematischen Beamtenlisten vorliegen, basieren die Angaben aus der Auswertung zeitgenössischer Urkunden. Entsprechend kann die Angabe ungenau und lücklenhaft sein.

### Vizedome
| Name                                       | Titel                                          | Erwähnungen                                                              | Anmerkungen                         |
| ------------------------------------------ | ---------------------------------------------- | ------------------------------------------------------------------------ | ----------------------------------- |
| Lambert                                    | Vitztum                                        | 1122, 23. Mai 1139                                                       | 1111 bis 1137 Capellan und Vitzthum |
| Gerlach (auch „Gerlacus“, „Gerlaus“)       | Vitztum                                        | 27. November 1144, vor 15. Februar 1152                                  |                                     |
| Heidenreich („Heidenricus“) (von Hanstein) | Marschall von Rusteberg                        | 31. August 1145,(vor dem 1. September) 1151                              |                                     |
| Heidenreich („Heidenricus“) (von Hanstein) | Vitztum                                        | 1162, 1196                                                               |                                     |
| Hellwig („Hellenwicus“) (von Hanstein)     | Marschall von Rusteberg                        | 1189, 1194                                                               | Bruder von Heidenreich              |
| Hellwig („Hellenwicus“) (von Hanstein)     | Vitztum                                        | (nach dem 20. Juni) 1193, 1196                                           | Bruder von Heidenreich              |
| Dietrich („Theodoricus“) (von Hanstein)    | Vitztum                                        | 22. September 1205 oder 22. April 1207 bis 1. Januar 1236                |                                     |
| Heidenreich („Heithenricus“) von Hanstein  | Vitztum                                        | 16. Juni 1239 bis 22. Juni 1254                                          | Bruder von Dietrich                 |
| Heidenreich von Hanstein                   | Vitztum                                        | 17. September 1261 bis 25. April 1269 (seit 1269 gemeinsam mit Heinrich) | Sohn des vorgenannten Heidenreich   |
| Heinrich von Hanstein                      | Vitztum                                        | 4. Juni 1268 bis 25. April 1269 (seit 1269 gemeinsam mit Heidenreich)    | Sohn des erstgenannten Heidenreich  |
| Dietrich von Hanstein                      | Vitztum                                        | 19. Dezember 1285 bis 1286                                               |                                     |
| Dietrich von Hanstein                      | Probst von Nörten (Amtsmann auf dem Eichsfeld) | 1294                                                                     |                                     |
| Dietrich von Hanstein                      | Amtmann zu Rusteberg                           | ernannt vor dem 25. Februar 1305, 29. Juli 1306                          |                                     |
| Dietrich von Hanstein                      | Vitztum                                        | 1294, 10. Februar 1306 (gemeinsam mit Heinrich)                          |                                     |
| Heinrich von Hanstein                      | Vitztum                                        | 30. August 1297 bis 17. September 1323                                   |                                     |

### Amtmänner/Landvögte
| Name                                      | Titel | Erwähnungen                                           | Anmerkungen                                                          |
| ----------------------------------------- | --- | ----------------------------------------------------- | -------------------------------------------------------------------- |
| Lupold von Hanstein                       | Amtmann auf dem Eichsfelde                                                                                          | 1294                                                  |                                                                      |
| Friedrich von Rosdorf                     | Amtmann (Officiatus) der „Burgen und befestigten Plätze“ Rusteberg, Hanstein, Hardenberg, Harburg und Heiligenstadt | ernannt 25. Februar 1296                              | ab 1299 das gleiche noch für weitere Ämter außerhalb des Eichsfeldes |
| Dietrich von Hardenberg                   | Amtmann zu Rusteberg usw. (siehe Vorgänger)                                                                         | ernannt 25. Februar 1296                              |                                                                      |
| Otto Graf von Waldeck                     | Amtmann | 31. August 1303                                       | Gestorben zwischen dem 25. Februar und 31. Dezember 1305             |
| Heinrich Graf von Waldeck                 | Amtmann | ernannt 31. Dezember 1305. außer Dienst 20. März 1308 |                                                                      |
| Lupold von Hanstein                       | Amtmann | ernannt 25. Februar 1305, 29. Juli 1308               |                                                                      |
| Friedrich von Rosdorf                     | Amtmann zu Rusteberg                                                                                                | 9. März 1309, 30. März 1318                           |                                                                      |
| Hildebrand von Hardenberg                 | Amtmann zu Rusteberg und Bischofstein (mit dem Folgenden)                                                           | 21. Februar 1321                                      |                                                                      |
| Bernhard von Hardenberg genannt von Stein | Amtmann zu Rusteberg und Bischofstein (mit dem Vorherigen)                                                          | 21. Februar 1321                                      |                                                                      |
| Siegfried Graf von Wittgenstein           | Landvogt („advocatus generalis“) bzw. Amtmann und Viztum zu Rusteberg                                               | 17. September 1323 bis Ende 1324                      |                                                                      |
| Konrad Ryse (oder Rese)                   | Amtmann zu Rusteberg                                                                                                | Juni 1325, 25. März 1327                              |                                                                      |
| Ruprecht von Büches                       | Vogt zu Rusteberg                                                                                                   | 18. August 1327, bis 25. Dezember 1328                |                                                                      |
| Johann von Hardenberg                     | Amtmann zu Rusteberg (gemeinsam mit dem Nachfolgenden)                                                              | 5. August 1331                                        |                                                                      |
| Ernst von Uslar                           | Amtmann zu Rusteberg (gemeinsam mit dem Vorherigen)                                                                 | 5. August 1331                                        |                                                                      |
| Bernhard von Hardenberg genannt von Stein | Amtmann zu Rusteberg und Bischofstein (mit dem Vorherigen)                                                          | 21. Februar 1321                                      |                                                                      |
| Berthold von Worbis                       | Amtmann bzw. Vogt zu Rusteberg (gemeinsam mit dem Nachfolgenden)                                                    | 21. September 1334, bis 2. Dezember 1347              |                                                                      |
| Johann von Wintzingerode                  | Amtmann bzw. Vogt zu Rusteberg (gemeinsam mit dem Vorherigen)                                                       | 30. November 1335, bis 2. Dezember 1347               |                                                                      |
| Heinrich von Hardenberg                   | Amtmann bzw. Vogt zu Rusteberg (Heinrich, Hildebrand und Ditmar gemeinsam)                                          | seit 2. Dezember 1347, 1. November 1351               |                                                                      |
| Hildebrand von Hardenberg                 | Amtmann zu Rusteberg (gemeinsam mit dem Vorherigen)                                                                 | seit 2. Dezember 1347, 1. November 1351               |                                                                      |
| Ditmar von Hardenberg                     | Amtmann bzw. Vogt zu Rusteberg                                                                                      | seit 2. Dezember 1347, 1. November 1351               |                                                                      |

### Landvögte und Oberste Amtleute
| Name                                     | Titel | Erwähnungen                                                         | Anmerkungen |
| ---------------------------------------- | --- | ------------------------------------------------------------------- | ----------- |
| Johann von Nassau-Merenberg              | Oberster Amtmann bzw. Landvogt bzw. Pfleger zu Hesse, Thüringen und auf dem Eichsfelde                        | ernannt am 16. Mai 1354; bis 18. November 1356                      |             |
| Rüdiger von dem Hagen („Hayne“)          | Provisor des erzbischöflichen Hofs, Amtmann in Thüringen und auf dem Eichsfelde (gemeinsam mit dem Folgenden) | ernannt am 18. Februar 1356                                         |             |
| Hermann von Mihla                        | Amtmann in Thüringen und auf dem Eichsfelde (gemeinsam mit dem Vorherigen)                                    | ernannt am 18. Februar 1356, Abrechnung 17. März 1360               |             |
| Ulrich von Kronberg                      | Oberster Amtmann in Hessen, Westfalen, Thüringen und auf dem Eichsfelde                                       | ernannt 26. Februar 1360; Abrechnung 27. Mai 1368                   |             |
| Johann von Nassau-Merenberg              | Oberster Amtmann in Hessen, Westfalen, Thüringen und auf dem Eichsfelde                                       | ernannt 6. Oktober 1367; † 20. September 1371 (1354–55 und 1367–71) |             |
| Werner von Falkenberg                    | Oberster Amtmann bzw. Landvogt in Hessen, Sachsen, Thüringen und auf dem Eichsfelde                           | ernannt 16. September 1374                                          |             |
| Siegfried von Bültzingsleben             | Amtmann bzw. Vogt zu Rusteberg, später zu Sachsen und auf dem Eichsfelde                                      | 12. September 1377;2. Juli 1382                                     |             |
| Konrad („Curd“) Spiegel von Desenberge   | Oberster Amtmann und Landvogt zu Hessen, Sachsen, Westfalen, Thüringen und auf dem Eichsfelde                 | ernannt 26. Oktober 1382;31. Oktober 1391                           |             |
| Heinrich d. J. von Hardenberg            | Amtmann zu Rusteberg und Landvogt in Sachsen, Thüringen und auf dem Eichsfelde (mit dem Folgenden)            | ernannt 3. April 1385, 3. März 1387                                 |             |
| Dietrich von Hardenberg                  | Amtmann zu Rusteberg und Landvogt in Sachsen, Thüringen und auf dem Eichsfelde (mit dem Vorhergehenden)       | ernannt 2. April 1385, 20. April 1387                               |             |
| Dietrich Gaugreben („Gaugreve, Gogrebe“) | Landvogt zu Thüringen                                                                                         | 31. Mai 1386                                                        |             |
| Dietrich von Hardenberg                  | Amtmann zu Rusteberg und Landvogt in Sachsen, Thüringen und auf dem Eichsfelde                                | ernannt 2.6 März 1387, Anfang September 1389                        |             |
| Bodo von Adelebsen                       | Amtmann zu Rusteberg und Landvogt in Sachsen, Thüringen und auf dem Eichsfelde (mit dem Nachfolgenden)        | ernannt 27. Februar 1392, 30. Januar 1393                           |             |
| Heinrich Spiegel                         | Amtmann zu Rusteberg und Landvogt in Sachsen, Thüringen und auf dem Eichsfelde (mit dem Vorhergehenden)       | ernannt 27. Februar 1392, 30. Januar 1393                           |             |
| Heinrich von Bodenhausen                 | Amtmann zu Rusteberg und Landvogt in Sachsen, Thüringen und auf dem Eichsfelde(mit dem Nachfolgenden)         | ernannt 16. Oktober 1393, bis 15. September 1395                    |             |
| Günther von Bodenhausen                  | Amtmann zu Rusteberg und Landvogt in Sachsen, Thüringen und auf dem Eichsfelde (mit dem Vorherigen)           | ernannt 16. Oktober 1393, bis 15. September 1395                    |             |

### Oberamtmänner
- 1401–1402 Andreas von Leyboldes
- 1405 Dietrich Graf von Hohnstein
- [1418] Johann Adolf von Nassau

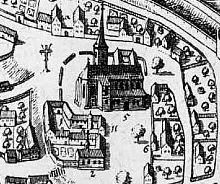
Das Kurmainzische Oberamt in Heiligenstadt von 1540 bis 1738

- 1412–1419 Konrad von Dhaun[2] (Amtmann)
- 1420–1423 und 1428–1434 Ernst von Uslar
- 1426 Wilhelm Graf von Nassau
- 1427 Erkinger von Seinsheim
- 1434–14137 Werner von Hanstein
- 1437–1439 und 1449–1451 Heinrich von Bodenhausen
- 1439 Ludwig Landgraf von Hessen
- 1440 Heinrich von Greiffenclau-Vollrads
- 1441–1443 Nicolaus von Trott
- 1443–1445 Hans von Bellersheim

- 1445–1448 Günter von Uslar

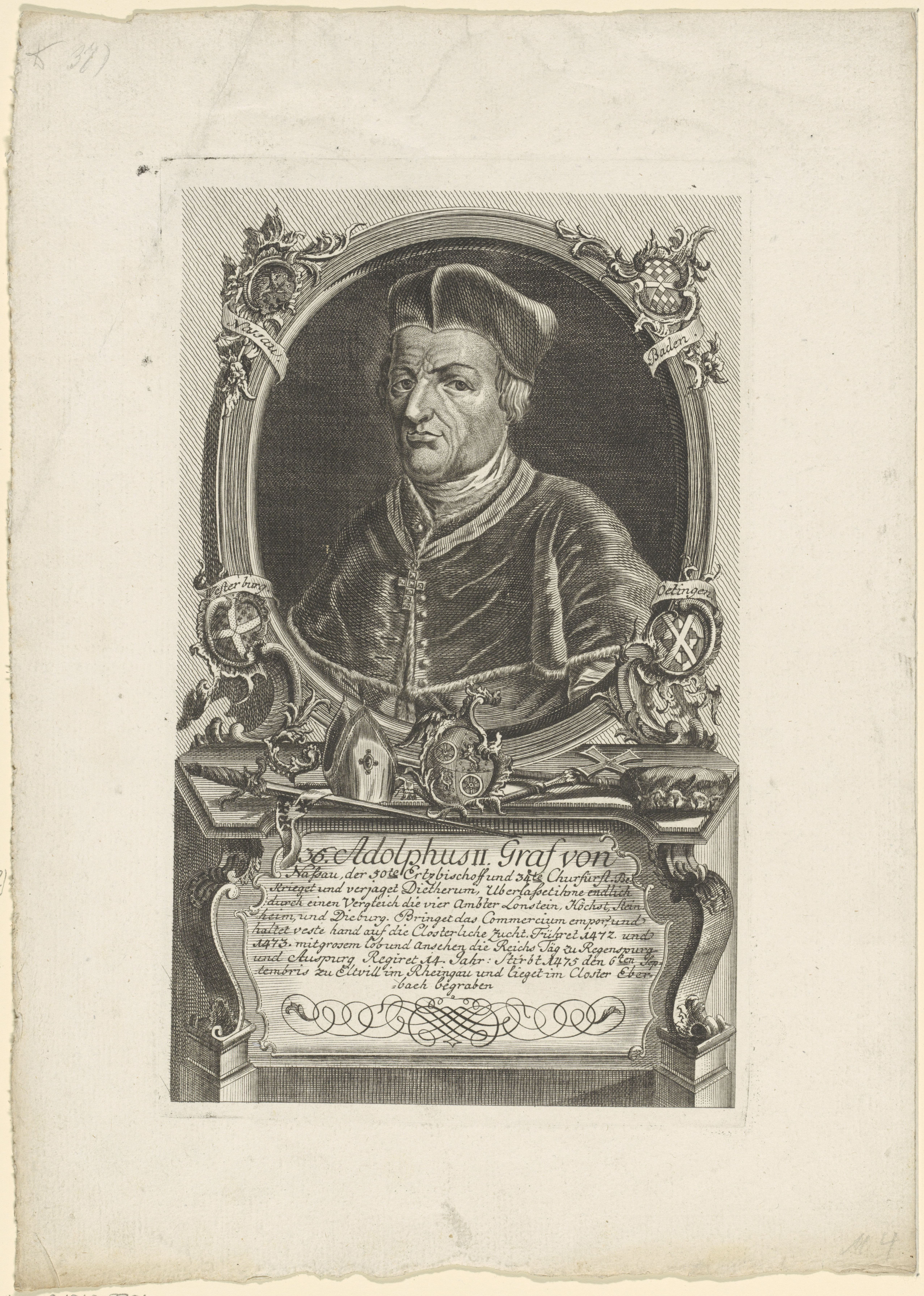
Adolf von Nassau war ab 1461 Kurfürst und Erzbischof von Mainz

- 1448–1449 Hermann von Bültzingsleben
- 1451–1461 Adolf von Nassau-Wiesbaden-Idstein (oberster Amtmann im Eichsfeld (und Provisor zu Erfurt))
- 1461–1465 Heinrich von Vippach
- 1465–1479 Graf Heinrich von Schwarzburg (oberster Amtmann des Eichsfeldes (und Provisor zu Erfurt) trotz lebenslänglicher Übertragung der Ämter nach 14 Jahren abgesetzt)[3]
- 1479–1485 Albrecht Herzog von Sachsen (Vertr. Heinrich Reuß von Plauen)
- 1485–1494 Georg Herzog von Sachsen (Vertr. Bruno von Querfurt)
- 1494–1498 Friedrich Herzog von Sachsen (Vertr. Ernst Graf von Hohnstein)[4]
- 1499–1513 Rudolf von Bültzingslöwen
- 1513–1517 Christian von Hanstein
- 1517–1522 und 1527 Volkmar Vogt
- 1523–1527 Bernhard von Hartheim
- 1527–1528 Hans von Minnigerode
- 1528–1534 Hans von Hardenberg
- 1534–1540 Siegfried von Bültzingslöwen[5]

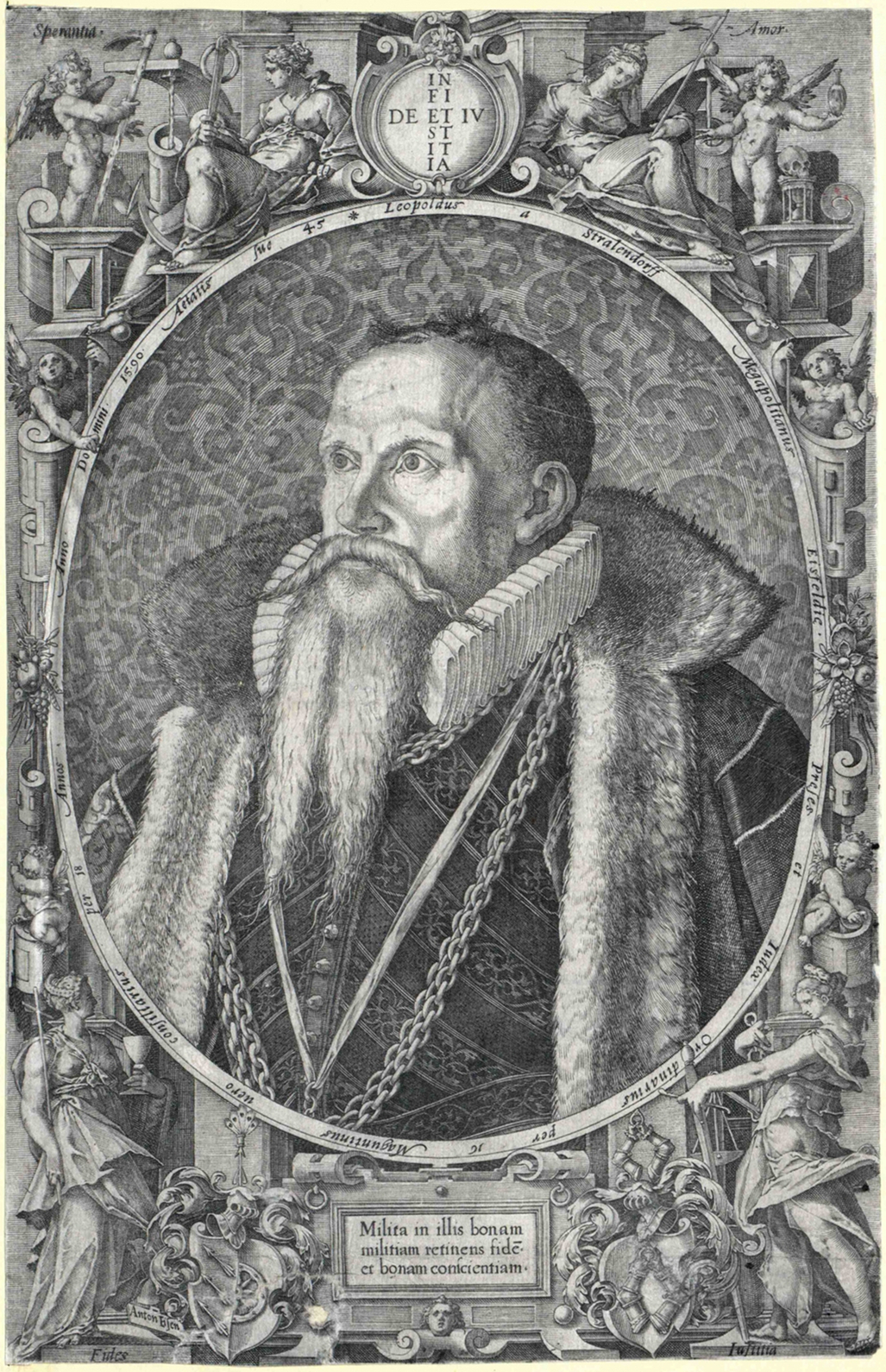
Leopold von Stralendorff war 25 Jahre Kurmainzischer Oberamtmann in Heiligenstadt

- 1540–1545 Christoph Philipp von Habsperg (ab 1540 in Heiligenstadt)
- 1544–1550 Melchior von Graenrode
- 1550–1554 Johann Andreas Mosbach von Lindenfels
- 1554–1557 Jost von Hardenberg
- 1557–1566 Johann Oyger Brendel von Homburg
- 1566–1574 Kaspar von Berlepsch
- 1574–1599 Leopold von Stralendorf
- 1602–1604 Wilhelm von Harstall
- 1605–1616 Sebastian von Hatzfeld
- 1616–1622 Wilhelm Friedrich von Daum
- 1623–1635 Friedrich von Westphal
- 1635–1644 Heinrich Christoph von Griesheim
- 1644–1654 Johann Eberhard von Eltz
- 1655–1687 Kaspar Philipp von Bicken
- 1687–1732 Johann Eberhard von der Leyen[6]

## Statthalter

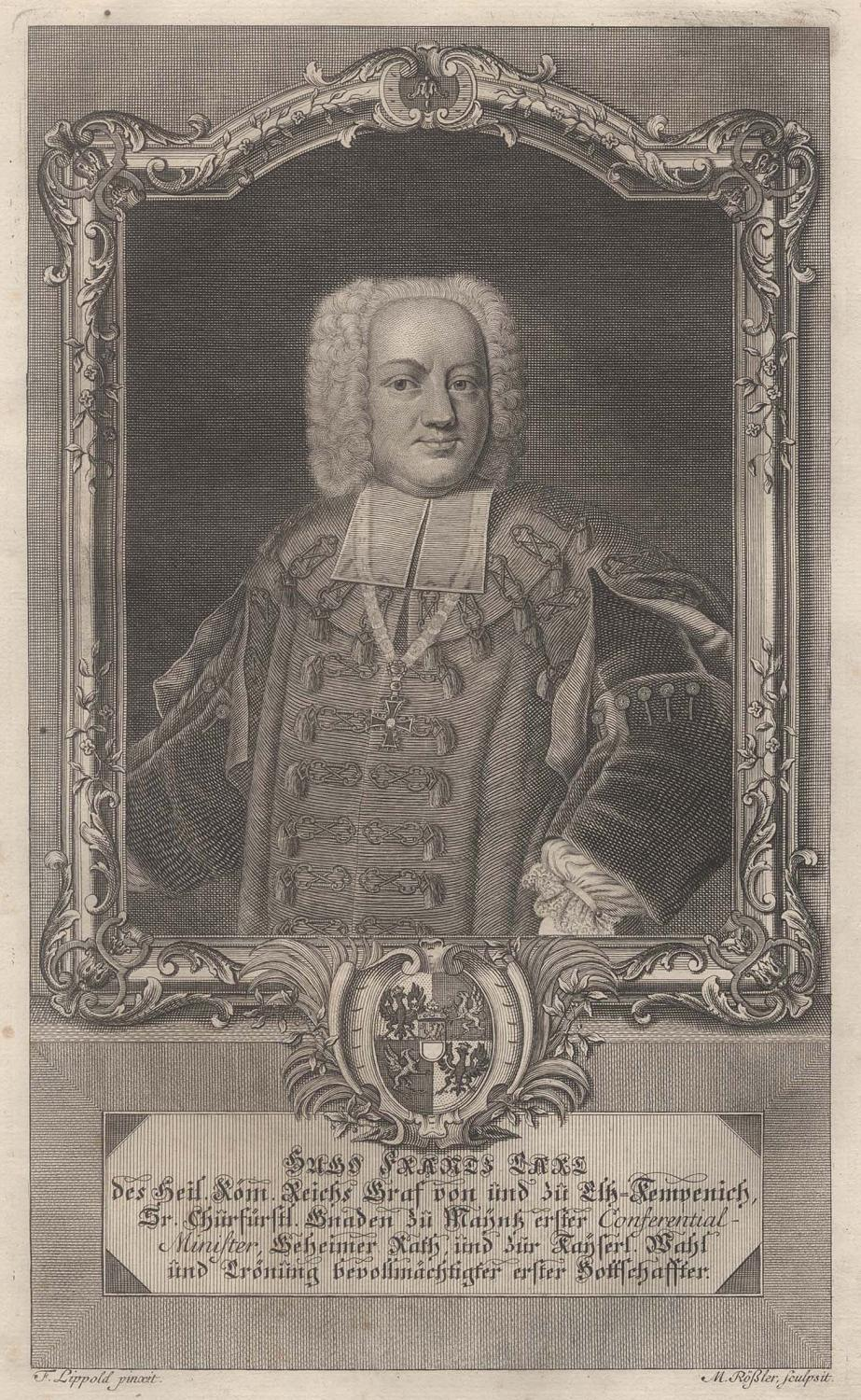
Hugo Franz Carl von und zu Eltz-Kempenich wirkte als Statthalter im Mainzer Schloss

- 1732–1779 Hugo Franz Karl von Eltz-Kempenich[7]
- 1779–1789 Jakob von Eltz[7]
- 1790–1791 Franz Ludwig Ignaz von Bibra[7]
- 1792–1802 Christoph Karl Adam Ludwig Joseph Freiherr von Dienheim